# ミャンマーの国章
ミャンマーの国章（ミャンマーのこくしょう）はミャンマーのすべての政府公式文書、政府出版物などに使用されている。現在の国章は、2008年の住民投票を経て決定された「ミャンマー2008年新憲法」に基づく。

## 構成
左右に「chinthe」（チンテ、チンシー）と呼ばれるミャンマー古来の獅子像が配され、それぞれ外側をにらんでいる。その内側にはミャンマーの地図があり、その回りは二本の稲穂が円形に囲み、上には星がある。星と稲穂の外側はミャンマー伝来の花のデザインで飾られている。下部には帯があり、ビルマ語で「ミャンマー連邦共和国」と書かれている。

## 変遷
王政時代から植民地時代にかけては、「緑の孔雀」というデザインがビルマのシンボルとして使われていた。コンバウン王朝時代やビルマ国時代の国旗にも緑の孔雀が用いられている。
1948年の独立当時の国章は、下部に「ミャンマー連邦」の文字が書かれた帯があり、両脇と上（現在は星がある部分）に合計3匹の獅子がおり、ビルマの地図の周りはビルマ文字の描かれた帯が円形に囲んでいた。
しかしネ・ウィン将軍のクーデター後、ビルマ社会主義計画党が政権をとっていた1974年にデザインが改定された。それまでのデザインとほぼ同様だが、外をにらむ獅子の内側に、ビルマ文字をあしらった円形の帯ではなく工業労働者を表す歯車が配され、その上にビルマの地図が重ねられていた。歯車の歯の数は14になっており、ビルマの7つの管区と7つの州を表していた。歯車の回りは農民を表す稲穂が二本、円形に囲んでいる。ほかは現在と同じデザインである。このとき追加された、歯車、稲穂、そして星は、社会主義のシンボル群であり、中国やベトナムの国章にも見られる。2008年の改定では歯車が省略された。

コンバウン王朝の国章
イギリス領ビルマの国章（1939年 - 1948年）
ビルマ国の国章（1943年 - 1945年）
ビルマの国章（1948年 - 1974年）
ビルマの国章（1974年 - 1988年）
ミャンマーの国章（1988年 - 2011年）